# Gatterer-Apparat
Der „Gatterer-Apparat“ ist eine bedeutende Sammlung historischer Urkunden, die nach dem Begründer der Historischen Hilfswissenschaften, dem Göttinger Professor Johann Christoph Gatterer benannt ist und sich seit 1997 im Landesarchiv Speyer befindet.

## Die Sammlung heute
Die im Landesarchiv Speyer verwahrte Sammlung umfasst rund 4500 Originalurkunden. Aus der Zeit vor dem Jahr 1400 stammen etwa 1100 Dokumente. Das älteste Pergament ist eine Urkunde König Ludwigs des Jüngeren aus dem Jahre 878. Zu den Archivalien gehören 50 Königsurkunden und 29 Papstbullen von vor 1400.
Darüber hinaus gibt es bedeutende Schriftstücke der Neuzeit, so beispielsweise Schreiben Friedrich Wilhelms I. und Friedrichs II. von Preußen. Neben den Originaldokumenten umfasst die Sammlung auch Urkundenabschriften, alte Schreibgerätschaften, alte Kupferstiche (von Urkunden und Siegeln), 275 Originalsiegel, 36 Siegelstempel, Siegelnachzeichnungen und 40 Handschriften ab dem 13. Jahrhundert. Es gibt auch eine vorlutherische Psalmenübersetzung aus dem Jahr 1470. Insgesamt beinhaltet der Bestand 8.600 Positionen.
Neben deutschen Ausstellern der Dokumente finden sich auch Ausländer wie Christina von Schweden oder Ludwig XV. von Frankreich. Außer Päpsten sind auch Kardinäle, Bischöfe und päpstliche Legaten unter den Ausstellern. Empfänger der Urkunden waren zumeist Domkapitel, Bistümer, Klöster, Städte, Gemeinden und Adlige.

### Bedeutung für das Landesarchiv
Aufgrund kriegerischer Ereignisse in den letzten Jahrhunderten im Südwesten Deutschlands wie auch wegen des Verlustes vieler Pfälzer Archive durch Verlegung dieser nach München, Darmstadt, Wiesbaden oder Karlsruhe besaß das Landesarchiv Speyer verhältnismäßig wenige Dokumente zur reichen Geschichte im Oberrheingebiet.
Durch den Erwerb des „Gatterer-Apparates“ konnte der bis dahin vorhandene Bestand von rund 20.000 Urkunden nicht nur um weitere 4500 vergrößert werden, besonders die Anzahl der Dokumente aus dem Früh- und Hochmittelalter konnte so verzwanzigfacht werden. Das gilt umso mehr, als sich die Mehrzahl der im „Gatterer-Apparat“ zusammengeführten Unterlagen auf die Geschichte der Pfalz und Rheinhessens beziehen.

## Geschichte des Apparates
Die Sammlung, deren erste Teile in der ersten Hälfte des 18. Jahrhunderts als Lehrmaterialien-Sammlung („Lehrapparat“) angelegt wurden, wurde bis zum Ankauf durch das Landesarchiv Speyer im Jahr 1996 mehrfach verkleinert, erweitert und veräußert.

### Gatterers Lehrsammlung
Gatterer war von 1759 bis 1799 Professor an der Universität in Göttingen. In dieser Zeit baute er seinen Lehrapparat auf. Grundstock bildete der von ihm übernommene Nachlass seines Lehrers und Vorgängers in Göttingen, Johann David Köhler, der aus einer Sammlung zur Numismatik, Diplomatik, Heraldik und Geographie bestand. Gatterer wollte den Unterricht für seine Studenten durch Anschauungsexemplare veranschaulichen. Damals waren deutsche Archive – anders als die französischen – für Wissenschaftler kaum zugänglich. Gatterer erweiterte die übernommene Sammlung beträchtlich durch Zukäufe bzw. entsprechende Geschenke von seinen Studenten wie auch Widmungen anderer Institutionen.
1772 wurde dem österreichischen Staatskanzler Wenzel Anton Kaunitz in Bezug auf Gatterers Lehrmethoden mitgeteilt: „... von dem reichen Anschauungsmaterial seines diplomatischen Cabinets mit den hunderten von Urkunden im Original und den Kupferstichen, mit Kanzlerszeichen und Monogrammen, mit Siegeln und Wappen, Schreibstoffen und Alphabeten, worin alles nach der besten wissenschaftlichen Methode angelegt und abgetheilt sei ...“.
Bei Johann Stephan Pütter wird ebenfalls auf die Lehrmethode mit dem „Diplomatischen Kabinett“, dem Ursprung des heutigen „Gatterer-Apparates“, eingegangen: „... Bey Erklärung der Diplomatik sucht in Sonderheit der Professor Gatterer sein ... ziemlich vollständiges diplomatisches Cabinett den Zuhöhrern auf alle Weise brauchbar zu machen. Er besitzt nehmlich nicht nur alle Hauptarten von Siegeln, Monogrammen, Canzlerszeichen, Chrismen, Alphabeten, Schriften, Schreibgeräthschaften etc., sondern er hat auch eine hinreichende Anzahl Urkunden sowohl im Original, als in Kupfer gestochen, gezeichnet, u.s.f. außerdem sind ihm auch zum Behuf seiner diplomatischen Vorlesungen aus dem Königlich-Churfürstlichen Archive einige 20 Stück besonders nützlicher und zum Theil sehr alter Original-Urkunden anvertraut worden ....“.
Gegen Ende von Gatterers Tätigkeit in Göttingen kam es zu Auseinandersetzungen mit jüngeren Kollegen. So baute sich der neue Professor des Lehrstuhls für Hilfswissenschaften Carl Traugott Gottlob Schönemann (1765–1802) einen eigenen „Diplomatischen Lehrapparat“ für seine Vorlesungen auf. Die Vorkommnisse sind vermutlich der Grund, weshalb die Gatterer-Sammlung nach dessen Tod nicht an die Göttinger Universität fiel. Der noch heute bestehende „Diplomatische Apparat“ beim dortigen Institut für historische Hilfswissenschaften beruht denn auch auf der Sammlung Schönemanns.
Pütter schätzte die Sammlung bei Gatterers Tod auf rund 500 Originaldiplome neben vielen weiteren Unterlagen. 1799 wurde die Sammlung vom Alleinerben Christoph Wilhelm Gatterer, einem bedeutenden Universitätsprofessor in Heidelberg, übernommen. Die Vererbung der Sammlung quasi als Privateigentum an den Sohn war umstritten und wurde später als „Gatterer-Problem“ thematisiert.

### Weiterführung unter Gatterers Sohn
Zum Zeitpunkt des Überganges an den Gatterer-Sohn bestand der Apparat aus vier Teilen:
- Originalurkunden aus der Zeit von 877 bis 1828 aus Deutschland, Österreich, Italien, Frankreich, England, Schweden, der Schweiz und Siebenbürgen,
- dem „Lehrapparat zur Schriftkunde“ (Paläographie) mit Schriftproben, Alphabeten, Kupferstichen, Siegel- und Stempelabdrücken in Wachs, Rinde, Talg und Stanniol, Monogrammen und Schreibgeräthschaften,
- einer Münzsammlung und
- einer großen Fachbibliothek mit einschlägiger Literatur.

Der Sohn Gatterers baute die Sammlung erheblich und systematisch aus, wobei er besonders von der im Reichsdeputationshauptschluss erfolgten Säkularisation der rheinischen Klöster profitierte. Er konnte wichtiges Archivgut während der Wirren der französischen Revolution vor der Vernichtung bewahren.
Es gab aber auch Verkaufsabsichten. So ist bekannt, dass Heinrich Friedrich Karl vom und zum Stein die Sammlung gerne für die von ihm mitbegründete Monumenta Germaniae Historica erworben hätte. Mit einem Schreiben vom 22. August 1829 wurde ihm von seinem Freund Johann Friedrich Heinrich Schlosser mitgeteilt, dass die Sammlung für 3000 Gulden zu erwerben sei. Mit Schreiben vom 26. Dezember 1829 antwortete Stein, dass Preußen nicht am Erwerb interessiert sei. Der Verkauf des gesamten Apparates kam nicht zustande.
Allerdings wurde wahrscheinlich ein Teil des Apparates an den französischen Grafen Charles de Graimberg, der damals in Heidelberg lebte, veräußert. Dessen Sammlung fiel nach seinem Tode testamentarisch an die Stadt Heidelberg und befindet sich heute im Heidelberger Stadtarchiv. Es wird vermutet, dass ein großer Teil des Graimberg-Nachlasses ursprünglich aus dem „Gatterer-Apparat“ stammte, so auch die vormals zweitälteste Urkunde des Apparats, ein Dokument von Kaisers Arnulf von Kärnten aus dem Jahr 896.

### Verkauf nach dem Tod des Sohnes
Nach dem Tode des Sohnes versuchten seine Witwe Amalia (1767–1863) und die Tochter Clementine (1800–1878) die Sammlung zu verkaufen. Die Universität Heidelberg konnte sich den angebotenen Ankauf nicht leisten. Auch andere Interessenten in Deutschland verfügten nicht über genügend Mittel (erneut wurden 3000 Gulden verlangt). Als Folge wurden zunächst die Bibliothek und die Münzsammlung von der Urkundensammlung abgetrennt. Die Bibliothek wurde 1838 an einen Antiquar verkauft, über den Verbleib der Münzsammlung ist nichts bekannt.
Da sich für die Kernsammlung in Deutschland keine finanzkräftigen Interessenten fanden, wurde diese dem Luzerner Staatsarchivar Ludwig Keller, einem Freund des verstorbenen Gatterer-Sohns, angeboten. Das Archiv selbst konnte ebenfalls nicht die erforderlichen Mittel zu einem Kauf aufbringen. Durch Vermittlung Kellers an den Stiftsarchivar Pater Urban Winistörfer und den Klosterabt Prälat Friedrich Pfluger von Solothurn erwarb jedoch die Zisterzienser-Abtei St. Urban die Sammlung. Gegen eine Barzahlung von 2700 Gulden ging „Gatterers Lehrapparat“ am 20. April 1839 in den Besitz des Klosters über.
Am 13. April 1848 wurde das Kloster aufgelöst. Kunstschätze sowie die Klosterbibliothek mit der Gatterer-Sammlung wurden in Staatsbesitz überführt. Die verwaltende Kantonsbibliothek in Luzern konnte mit dem „Gatterer-Apparat“ jedoch nichts anfangen und bot ihn deshalb zu einem Preis von 12.000 Franken dem Britischen Museum in London an. Der Verkauf kam nicht zustande, ein noch von Gatterer angefertigter Katalog, den man mit dem Angebot zusammen nach London geschickt hatte, kam nie zurück. Georg Heinrich Pertz, zu der Zeit Präsident der Monumenta Germaniae Historica, lehnte ebenfalls ab. Ein Kaufangebot des Mitherausgebers der Monumenta und späteren Berliner Professors Philipp Jaffé für 3000 Franken lehnten die Schweizer wiederum als ungenügend ab.
So verblieb die Sammlung in Luzern und 1870 gelang es dem Staatsarchivar Theodor von Liebenau, den wertvollen Urkundenbestand in das Staatsarchiv zu übernehmen. Dort fertigte er erstmals ein komplettes Verzeichnis des Bestandes.

### Ankauf durch das Archiv Speyer
Erstmals wurde über einen möglichen Ankauf der Sammlung für das Landesarchiv Speyer mit den Luzerner Archivaren 1986 am Rande einer Tagung gesprochen. Die Luzerner Fachleute waren bereit, das Archiv zu einem Preis – basierend auf einer Mischkalkulation aus kollegialem Freundschaftspreis und am Antiquitätenhandel orientiertem Marktpreis – von 1 Million Schweizer Franken zu verkaufen. 1993 konnte die Sammlung erstmals komplett von den Archivaren aus Speyer gesichtet werden. Das zuständige rheinland-pfälzische Ministerium begrüßte zwar den Anschaffungsplan, ziemlich schnell zeigte sich allerdings, dass es keine zur Beschaffung notwendigen finanziellen Mittel zur Verfügung stellen konnte.
In Folge gelang es, als Hauptsponsoren die Kulturstiftung der Länder, die Stiftung Rheinland-Pfalz für Kultur wie auch zwei Firmensponsoren zu finden. Daneben wurden rund DM 250.000 von verschiedenen Wirtschaftsverbänden, Kirchen, Kommunen und Privatpersonen für den Erwerb gespendet. Am 10. Oktober 1986 wurde der Kaufvertrag seitens der rheinland-pfälzischen Regierung unterschrieben und am 18. Februar 1997 wurde der „Gatterer-Apparat“ ins Landesarchiv Speyer verbracht.